# 古谢夫 (加里宁格勒州)
古謝夫 （羅馬化：Gusev），舊名贡宾嫩（德語：Gumbinnen）是俄羅斯加里寧格勒州東部的一個城市，位於加里寧格勒以東112公里、離立陶宛邊境不遠。2021年人口28,177人。
1945年前屬德國，是東普魯士贡賓嫩區首府。1945年1月21日為蘇聯紅軍為奪取，1946年9月7日改名以紀念在攻打本城時戰死的紅軍士兵，上尉謝爾蓋·伊凡諾維奇·古謝夫。

## 歷史

### 普魯士公國
位於普魯士公國（此時尚為波蘭王國的附庸）的貢賓嫩（意為“南瓜”）聚落，首次見於1580年的一份契約中。約在1545年，在霍亨索倫家族的推動下，由普魯士公爵阿爾布雷希特設立了一個新教教區，並於1582年建成首座教堂。1618年起，貢賓嫩併入勃蘭登堡-普魯士，但仍為波蘭的封地。

### 18與19世紀

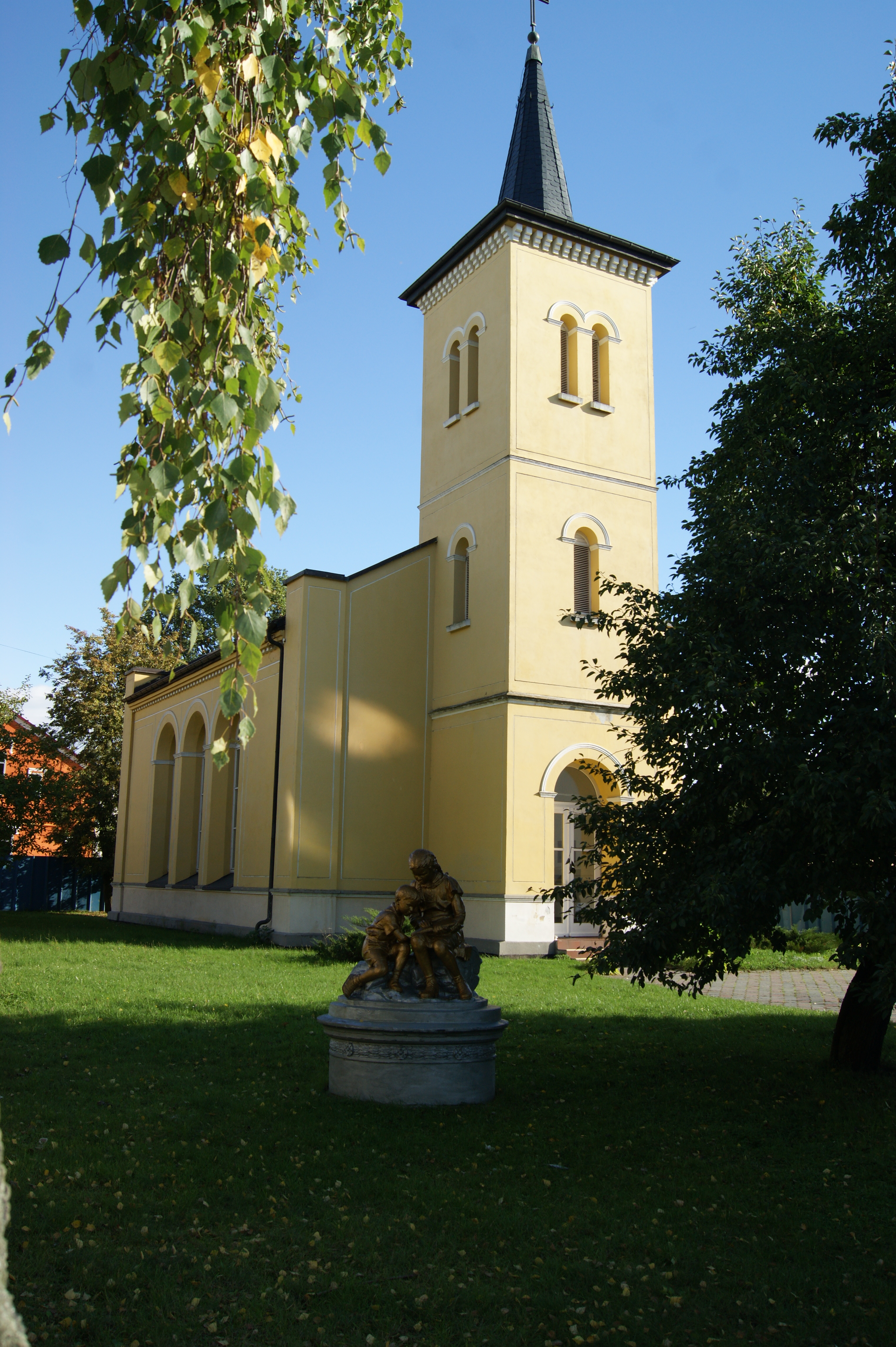
薩爾茨堡路德宗教堂

自18世紀起，該地屬於普魯士王國。1709年至1711年間，該地遭遇大北方戰爭期間的瘟疫，遂由有“士兵王”之稱的腓特烈·威廉一世下令重建，並於1724年賦予貢賓嫩德意志城市法的城鎮權。自1732年起，大量來自薩爾茨堡、被親王大主教萊奧波德·安東·馮·菲米安驅逐的薩爾茨堡新教徒被重新安置於此。
1710年，法國改革宗教會在當地成立；而德國改革宗教會則於1739年成立，1808年，兩者合併。 薩爾茨堡教徒的第一座分教堂於1752年落成，並於1840年依卡爾·弗里德里希·申克爾的設計，以新古典主義建築風格重建。1995年，此教堂由俄羅斯、烏克蘭、哈薩克與中亞福音信義會修復。1810年，當地建立了公共圖書館。

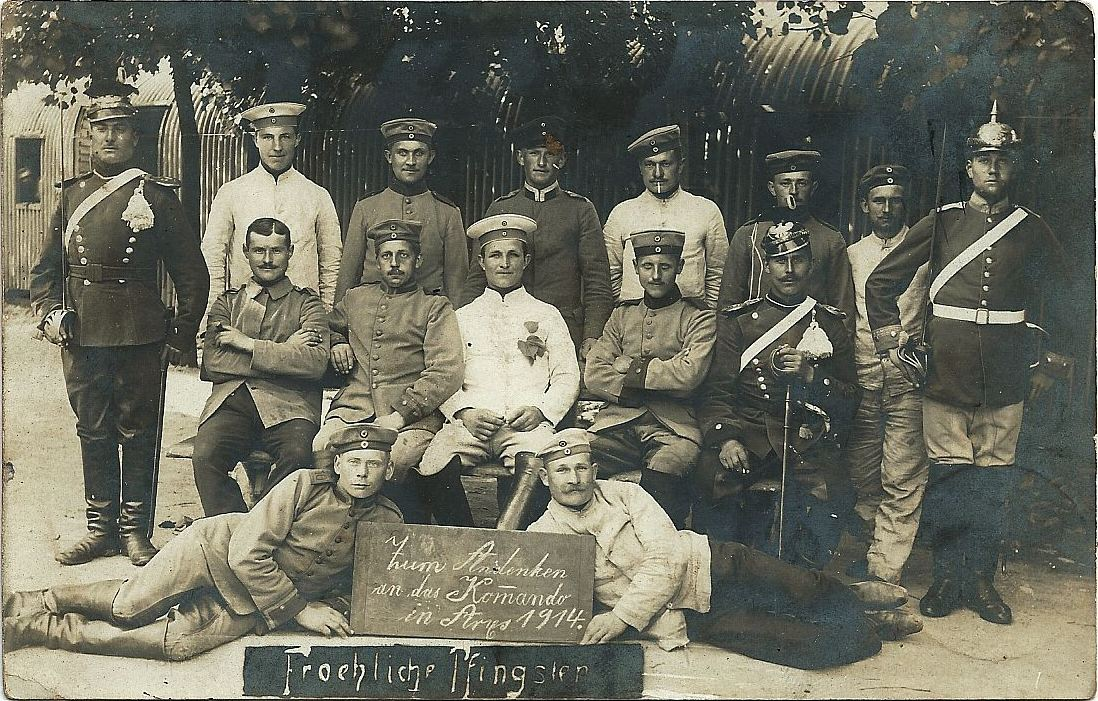
1812年在此成立的第8烏蘭騎兵團（Ulanen-Regiment Graf zu Dohna），圖為成員在1914年的合影

自1815年起，貢賓嫩成為東普魯士省貢賓嫩行政區（Regierungsbezirk Gumbinnen）首府。1871年德意志帝國成立後，成為德意志帝國一部分。1860年，從柯尼斯堡通往斯塔盧波嫩（今涅斯捷羅夫）的普魯士國營鐵路通車，途經貢賓嫩，進一步促進其經濟發展。至19世紀末，當地已有一座鑄造廠、機械廠、家具廠、服裝廠、兩家鋸木廠、數家磚窯以及一家乳製品工廠。

### 20世紀

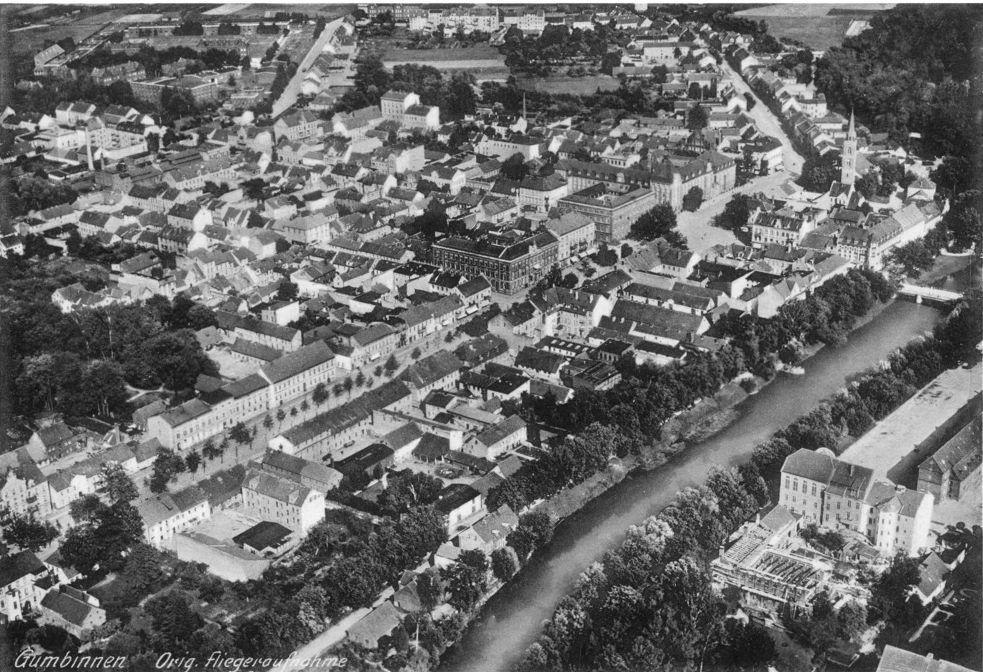
20世紀初的空拍圖

在第一次世界大戰期間，貢賓嫩成為貢賓嫩戰役的戰場，該戰役發生於1914年8月，是東線戰場初期的重要戰役之一。戰役後，貢賓嫩被俄羅斯帝國陸軍佔領數月。戰後一座名為“Ostpreußenwerk”的發電廠在當地建立，為整個東普魯士供電。
在納粹德國統治初期，貢賓嫩被劃為柯尼斯堡軍區下的一個軍事地區。1944年，隨著紅軍推進，貢賓嫩的24,000名居民開始撤離。1944年10月16日的蘇聯空襲重創市區。10月22日，蘇聯軍隊攻入該市，對平民展開報復行動。兩日後，德國國防軍一度奪回該城，並於10月下旬短暫穩定戰線。但在1945年1月21日東普魯士攻勢期間，紅軍再度攻克該地。在東普魯士撤退中，德國居民或撤離、或遭驅逐。
戰後根據1945年波茨坦會議的決議，東普魯士北部（包括貢賓嫩）劃歸蘇聯。該城更名為古謝夫（Gusev），以紀念於1945年1月戰死於此地的蘇聯紅軍上尉謝爾蓋·伊萬諾維奇·古謝夫（Sergei Ivanovich Gusev），他於1945年4月19日被追授蘇聯英雄稱號。

## 人口
| 年份 | 人口   | 備註 |
| ---- | ------ | --- |
| 1782 | 4,798  | 不含駐軍（步兵一營），居民為德國人、薩爾茨堡人、瑞士人與法國人                                                   |
| 1816 | 5,072  | [ 9 ] |
| 1831 | 6,023  | [ 10 ] |
| 1875 | 9,114  | [ 11 ] |
| 1880 | 9,530  | [ 11 ] |
| 1890 | 12,207 | 其中269人為天主教徒，95人為猶太人                                                                                |
| 1900 | 14,000 | 含駐軍（第33號輕步兵團、一個營的第8號龍騎兵團，以及一個第1號騎馬野戰砲兵營）；其中297人為天主教徒，126人為猶太人 |
| 1910 | 14,540 | 其中13,679人為新教徒、533人為天主教徒、149人為猶太人；另有軍人2,200名                                            |
| 1925 | 19,002 | 其中18,198人為新教徒、424人為天主教徒、20人為其他基督徒、198人為猶太人                                           |
| 1933 | 19,987 | 其中19,253人為新教徒、413人為天主教徒、6人為其他基督徒、161人為猶太人                                            |
| 1939 | 22,181 | 其中20,842人為新教徒、570人為天主教徒、375人為其他基督徒、33人為猶太人                                           |

| 年份 | 1959   | 1970   | 1979   | 1989   | 2002   | 2010   | 2021   |
| ---- | ------ | ------ | ------ | ------ | ------ | ------ | ------ |
| 人口 | 14,174 | 22,053 | 24,574 | 27,031 | 28,467 | 28,260 | 29,234 |

## 知名人物
- 克里斯蒂约纳斯·多内莱蒂斯（Kristijonas Donelaitis，1714年－1780年），普鲁士立陶宛裔路德宗牧师与诗人
- 克里斯蒂安·丹尼尔·劳赫（Christian Daniel Rauch，1777年－1857年），德国雕塑家
- 奥托·冯·科尔文（Otto von Corvin，1812年－1886年），德国作家
- 古斯塔夫·阿尔伯特·彼得（Gustav Albert Peter，1853年－1937年），德国植物学家
- 理查德·弗里泽（Richard Friese，1854年－1918年），德国动物与风景画家
- 康拉德·格拉勒特·冯·采布鲁夫（Konrad Grallert von Cebrów，1865年－1942年），奥匈帝国陆军师指挥官
- 哥特哈德·海因里希（Gotthard Heinrici，1886年－1971年），德国将军
- 布鲁诺·比勒（Bruno Bieler，1888年－1966年），德国将军
- 马克斯·利特克（Max Liedtke，1894年－1955年），德国陆军军官，“国际义人”
- 维尔纳·丹克沃特（Werner Dankwort，1895年－1986年），德国外交官
- 温弗里德·马劳恩（Winfried Mahraun，1907年－1973年），德国跳水运动员，曾参加1936年夏季奥林匹克运动会
- 威廉·舍宁（Wilhelm Schöning，1908年－1987年），德军中校，第66装甲掷弹兵团指挥官
- 卡琳·克雷布斯（Karin Krebs，1943年出生），德国田径运动员